# Shirley Ann Jackson
Shirley Ann Jackson (Washington, D.C., 5 de agosto de 1946) é uma física estadunidense,  e décima-oitava presidente do Instituto Politécnico Rensselaer. Obteve um Ph.D. em física nuclear no Instituto de Tecnologia de Massachusetts (MIT) em 1973, tornando-se a primeira mulher afro-estadunidense a obter um doutorado no MIT.
Recebeu a Medalha Nacional de Ciências (ciências físicas) de 2014.

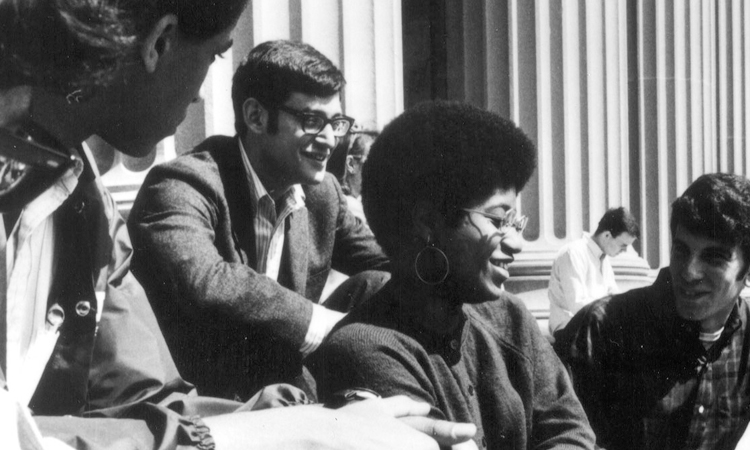
Shirley Ann Jackson Early years in college

## Primeiros Anos
Shirley nasceu em Washington D.C.. Seus pais, Beatrice e George Jackson, valorizavam muito a educação e a encorajaram a ir para a escola. Seu pai a apoiava e incentivava seus interesses pelas ciências, auxiliando em seus projetos na escola. No ensino médio, na Roosevelt High School, Shirley teve aulas de aceleração em matemática e ciência e formou-se como oradora da turma, antes dos alunos de mesma idade, em 1964.
Shirley foi para o Instituto de Tecnologia de Massachusetts (MIT), em 1964, uma das menos de 20 pessoas  negras do instituto e a única estudando física teórica. Foi voluntária no Boston City Hospital, enquanto ainda era estudante e orientou estudantes na Associação Cristã de Moços, em Roxbury. Obteve o bacharelado em 1968, com uma tese em física do estado sólido.
Comprometida em promover a justiça social, organizou a União dos Estudantes Negros (Black Student Union) no MIT e trabalhou duro para aumentar o número de negros que entravam na instituição. Em apenas um ano, o número de inscritos subiu de 2 para 57.
Aprovada para permanecer no MIT para seu doutorado,  obteve seu título em 1973, sendo a primeira negra a obter um doutorado no MIT, trabalhando com teoria de partículas elementares. Shirley também foi a segunda mulher negra nos Estados Unidos a obter um doutorado em Física, juntando-se a Marie Maynard Daly, primeira afro-americana a obter, nos Estados Unidos, um doutorado em Química,

## Carreira
Como pesquisadora de pós-doutorado de partículas subatômicas durante a década de 1970, Shirley Jackson estudou e realizou pesquisas em vários laboratórios de física nos Estados Unidos e na Europa. Sua primeira posição foi como pesquisadora associada no Fermilab (Fermi National Accelerator Laboratory) em Batavia, Illinois, onde estudou hadrons. Em 1974, tornou-se uma cientista visitante na Organização Europeia para Pesquisa Nuclear (CERN) na Suíça. Lá ela explorou teorias de partículas elementares que interagem fortemente. Em 1976 e 1977, lecionou física no Stanford Linear Accelerator Center e tornou-se cientista visitante no Aspen Center for Physics.
Mais tarde, sua pesquisa enfocou as teorias de Landau-Ginsburg sobre as ondas de densidade de carga em compostos em camadas, e estudou as teorias bidimensionais de calibre Yang-Mills e as reações de neutrinos.
Shirley Ann Jackson descreveu seus interesses da seguinte forma:
"Estou interessada nas propriedades eletrônicas, ópticas, magnéticas e de transporte de novos sistemas semicondutores. Tenho especial interesse no comportamento de polarons magnéticos em semicondutores, semi- magnéticos e diluídos, e as propriedades de resposta óptica de poços quânticos semicondutores e super-redes. Meus interesses também incluem pontos quânticos, sistemas mesoscópicos e o papel das flutuações antiferromagnéticas em sistemas eletrônicos 2D correlacionados".
Em 1995, o presidente Bill Clinton nomeou Shirley Jackson para servir como presidente da Comissão Reguladora Nuclear dos EUA (NRC), tornando-se a primeira mulher e primeira afro-americana a ocupar essa posição. No NRC, ela tinha "autoridade final para todas as funções do NRC relativas a uma emergência envolvendo 

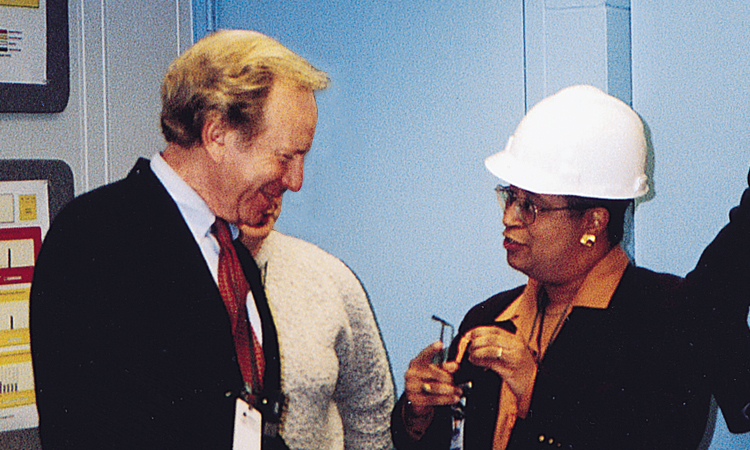
Shirley Ann Jackson during her work @ NRC

um licenciado NRC."  Além disso, enquanto Jackson serviu na comissão, ela ajudou no estabelecimento da Associação Internacional de Reguladores Nucleares.
Com inúmeros prêmios e amplo trabalho, a Dra. Shirley Jackson é um grande exemplo da capacidade das mulheres e das minorias de alcançarem níveis de liderança nas ciências, tecnologia, educação e políticas públicas.Recebeu em 2007 o prestigiado Prêmio Vannevar Bush por uma "vida de realizações em pesquisa científica, educação e contribuições de estadistas seniores para políticas públicas". A Dra. Jackson ainda detém 45 doutorados honorários, além de outros inúmeros prêmios.

## Honras e Louvores
A Dra. Jackson recebeu muitas bolsas de estudo, incluindo a bolsa de estudos Martin Marietta (Martin Marietta Aircraft Company), a bolsa Prince Masons Scholarship, o National Science Foundation Traineeship e a Ford Foundation Advanced Study Fellowship. Ela foi eleita para várias sociedades extraordinárias, incluindo a American Physical Society e American Philosophical Society. Em 2014, foi nomeada destinatária da Medalha Nacional da Ciência.

Suas realizações em ciência e educação foram reconhecidas com vários prêmios, incluindo o prêmio Cientistas Negros Excepcionais (Exceptional Black Scientist) da CIBA-GEIGY. No início dos anos 90, o governador James Florio concedeu-lhe o Prêmio Thomas Alva Edison (Thomas Alva Edison Science) por suas contribuições à física e à promoção da ciência. Em 2001, recebeu o Prêmio Richtmyer ( Richtmyer Memorial), concedido anualmente pela Associação Americana de Professores de Física. 
Shirley Ann Jackson recebeu prêmios pelos anos de 1976 e 1981 como uma das Mulheres Jovens de Destaque da América (Outstanding Young Women of America)

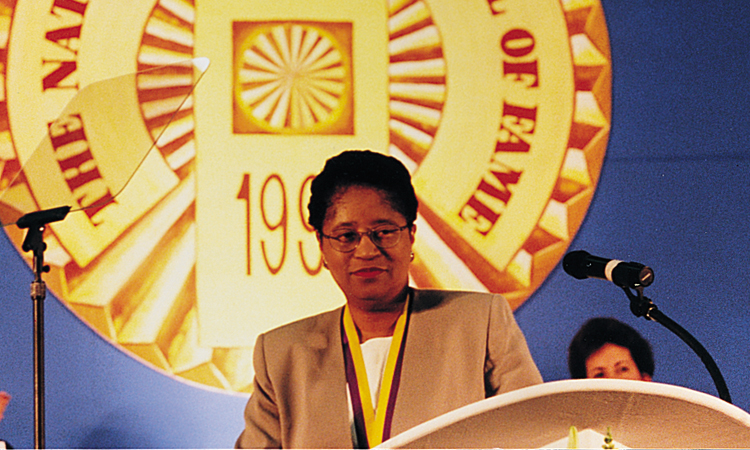
Shirley Ann Jackson when included on Women Hall of Fame

Ela foi introduzida ao National Women's Hall of Fame (Hall da Fama das Mulheres) em 1998 por "suas contribuições significativas como uma cientista distinta e defensora da educação, ciência e políticas públicas".
Shirley Jackson também tem atuação em associações profissionais e em servir a sociedade por meio de comissões científicas públicas. Em 1985, o governador Thomas Kean nomeou-a para a Comissão de Ciência e Tecnologia de Nova Jersey. Ela é uma voz ativa em numerosos comitês da Academia Nacional de Ciências, da Associação Americana para o Avanço da Ciência (AAAS) e da National Science Foundation. Seu objetivo contínuo tem sido preservar e fortalecer a capacidade nacional de inovação dos EUA, aumentando o apoio à pesquisa básica em ciência e engenharia. Isso é feito, em parte, atraindo talentos do exterior e expandindo o banco de talentos interno, atraindo mulheres e membros de grupos sub-representados para carreiras científicas. 
Dra. Jackson continua envolvida na política e vida pública. Em 2008, tornou-se vice-presidente da University Vice Chairman of the U.S. Council on Competitiveness, um grupo sem fins lucrativos com sede em Washington, DC.

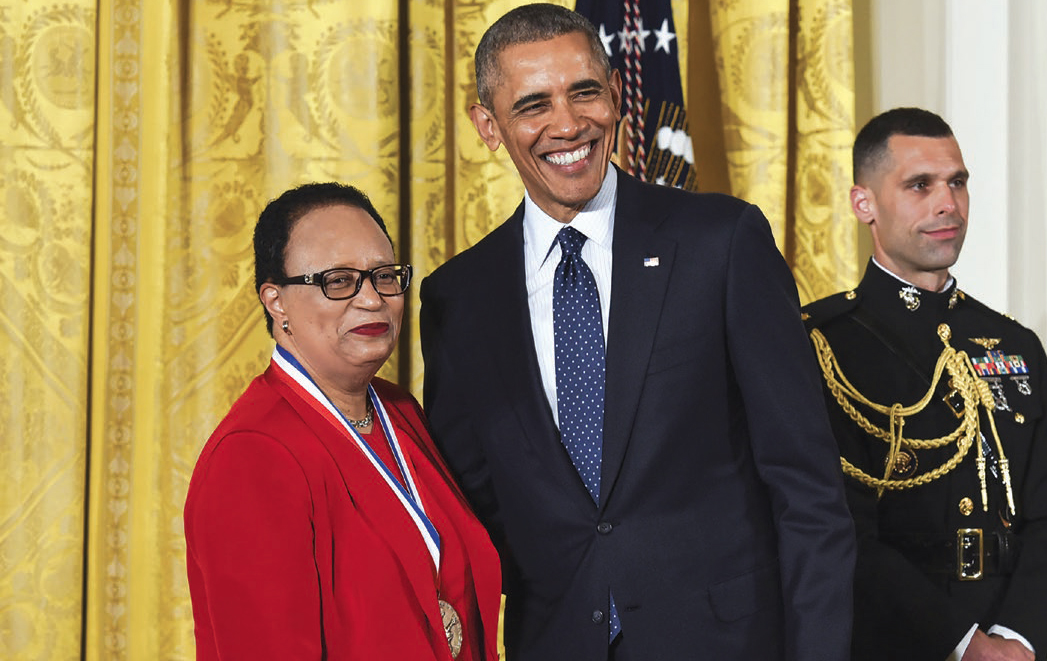
Obama giving Shirley Ann Jackson the National Medal of Science

Em 2009, o presidente Barack Obama nomeou Jackson para servir no Conselho de Assessores de Ciência e Tecnologia do Presidente. membro do grupo consultivo dedicado à política pública.Ela foi nomeada um membro internacional da Royal Academy of Engineering (FREng) em 2012. Ela recebeu um Prêmio Candace de Tecnologia da Coalizão Nacional de 100 Mulheres Negras em 1982.  